# Час, Катарина
Катарина Час (словен. Katarina Čas; род. 23 сентября 1976, Словень-Градец, Югославия) — словенская актриса и телеведущая.

## Биография
Катарина Час родилась в городе Словень-Градец на севере Словении в семье лесничего Мирана Часа и его жены Александры. Катарина закончила люблянскую гимназию «Бежиград», где учились многие известные словенцы (например, Тая Крамбергер или Славой Жижек), и экономический факультет Люблянского университета. Час впервые появилась на экране в 1988 году, снявшись в рекламе газированного напитка Cockta. В дальнейшем она снималась в молодёжных фильмах, вела развлекательные программы на ТВ (Atlantis и музыкальное шоу Aritmija), которые превратили её в словенскую знаменитость.
В 2011 году Час снялась в чёрной комедии Джона Майкла Макдоны «Однажды в Ирландии», отмеченной целым рядом национальных ирландских и международных кинонаград. Через два года Катарина исполнила одну из второстепенных ролей в фильме Мартина Скорсезе «Волк с Уолл-стрит». Фильм получил высокие оценки кинокритиков и пять номинаций на «Оскар», а Катарина стала первой словенской актрисой, занятой в картине такого уровня. Следующим голливудским фильмом для неё стал «Второй шанс» — драма о постаревшем рок-музыканте с Аль Пачино и Кристофером Пламмером.
В 2021—2023 годах Катарина сыграла одну из главных ролей в словенском сериале Ja, Chef! — адаптации известного российского телесериала «Кухня». Её персонаж — Пика Голоб, менеджер ресторана французской кухни Chateau de Philippe. В оригинальной версии похожую роль сыграла Елена Подкаминская.

## Избранная фильмография
| Кино  | Кино                                    | Кино                                  | Кино       |
| Год   | Фильм                                   | Оригинальное название                 | Примечания |
| ----- | --------------------------------------- | ------------------------------------- | ---------- |
| 2011  | Однажды в Ирландии                      | The Guard                             |            |
| 2013  | Волк с Уолл-стрит                       | The Wolf of Wall Street               |            |
| 2013  | Инспектор Клот                          | A Touch of Cloth                      | ТВ-сериал  |
| 2014  | Второй шанс                             | Danny Collins                         |            |
| 2017  | Любовь, ложь и записи                   | Love, Lies and Records                | ТВ-сериал  |
| 2018  | Конченая                                | Terminal                              |            |
| 2018  | Принц на Рождество: Королевская свадьба | A Christmas Prince: The Royal Wedding |            |
| 2019  | Дикий Билл                              | Wild Bill                             | ТВ-сериал  |
| 2019  | Я — Фрэнк                               | Jaz sem Frenk                         |            |
| 2021- | —                                       | Ja, Chef!                             | ТВ-сериал  |